# Guldspindeln
Guldspindeln är en svensk dramafilm från 1916 i regi av Fritz Magnussen.

## Om filmen
Filmen totalförbjöds i Sverige, men exporterades till USA under titeln The Gold Spider.  Filmen spelades in vid Svenska Biografteaterns ateljé på Lidingö av Hugo Edlund.

## Roller i urval
- Lili Bech - Jeanne, kallad Guldspindeln
- Lars Hanson - Charles Coudriet
- William Larsson - Lepinault, polismästare
- Greta Almroth - Renée, hans dotter
- Nicolay Johannsen - Georges Cadoudal, målare
- Victor Sjöström
- Mathias Taube